# Ephrem Yousif Abba Mansoor
Ephrem Yousif Abba Mansoor (Bajdida, Nínive, 18 de junio de 1951) es un prelado católico iraquí. Se desempeña como arzobispo de Bagdad de los Sirios desde el 1 de marzo de 2011.

## Biografía
Abba Mansoor fue ordenado sacerdote el 30 de junio de 1978. El 1 de marzo de 2011 fue nombrado arzobispo de Bagdad de los Sirios. Recibió la consagración episcopal el 16 de abril de 2011, de manos del patriarca sirio católico de Antioquía, Ignacio José III Younan, siendo co-consagradores el arzobispo emérito de Bagdad de los Sirios, Athanase Matti Shaba Matoka, el arzobispo de Tagritum, Jules Mikhael Al-Jamil, y el arzobispo de Mosul, Basile Georges Casmoussa.